# Wayne Dillon
Pour les articles homonymes, voir Dillon.
Gerald Wayne Dillon, dit Tommy Dillon (né le 25 mai 1955 à Toronto, dans la province de l'Ontario au Canada), est un joueur professionnel canadien de hockey sur glace. Il évoluait en position de centre.
Champion de la Coupe Memorial 1973 avec les Marlboros de Toronto, Dillon fait ses débuts professionnels la saison suivante avec les Toros de Toronto de l'Association mondiale de hockey (AMH). Retenu pour la Série du siècle 1974, il n'en joue cependant aucune rencontre. Un an plus tard, il est sélectionné par les Rangers de New York en première ronde du repêchage amateur de la Ligue nationale de hockey (LNH). Il joue aussi pour les Bulls de Birmingham de l'AMH et les Jets de Winnipeg de la LNH avant de se retirer en 1982.
Son frère cadet Gary est également un ancien joueur professionnel de hockey sur glace.

## Biographie
Wayne Dillon commence son hockey junior en 1970 avec les Waxers de Markham de la Metro Junior B Hockey League avant de rejoindre un an plus tard les Marlboros de Toronto de l'Association de hockey de l'Ontario (AHO). Au cours de la saison 1972-1973, Dillon termine meilleur marqueur de son équipe avec 107 points et aide les Marlboros à remporter la Coupe J.-Ross-Robertson de champion de l'AHO. Par la suite, Toronto gagne la Coupe Memorial en dominant en finale les Remparts de Québec de la Ligue de hockey junior majeur du Québec.
Durant l'été qui suit, il signe avec les Toros de Toronto de l'Association mondiale de hockey (AMH). Pour sa première saison en professionnel, il inscrit 65 points, le classant troisième de son équipe. Précédant l'édition 1974-1975, une sélection de joueurs canadiens de l'AMH prennent part à la Série du siècle qui les opposent l'équipe nationale soviétique. Tout comme Pat Price, Dillon est sélectionné afin de l'exposer auprès de joueurs plus expérimentés et ne dispute aucune partie de la Série remportée par l'URSS. De retour en AMH, Dillon finit meilleur pointeur des Toros avec 95 points.
Ses performances attirent l'attention des équipes de la Ligue nationale de hockey (LNH) qui ne pouvaient alors signé des joueurs de moins de 20 ans. Lors du repêchage amateur 1975, les Rangers de New York sélectionne Dillon en première ronde, le douzième choix au total. Se voyant proposer une augmentation par l'équipe de la LNH, le jeune joueur décide de rejoindre la franchise new-yorkaise, accompagné d'un de ses coéquipiers à Toronto, Pat Hickey. Dillon passe trois saisons moyennes avec sa nouvelle équipe, marquant une quarantaine de points lors des deux premières années et dix-huit au cours de la dernière dont il manque le début sur blessure.
Pour la saison 1978-1979, Dillon retourne en AMH avec les Bulls de Birmingham qui possèdent ses droits à la suite de la relocalisation des Toros dans l'Alabama. Avec la fin de l'AMH, Dillon retrouve la LNH où les Rangers le transfèrent aux Jets de Winnipeg. Après treize parties jouées, il est laissé libre en janvier 1980. Il passe la saison 1980-1981 en Suisse, jouant pour le SC Rapperswil-Jona de la Ligue nationale B. De retour en Amérique du Nord, il signe avec l'Express de Fredericton de la Ligue américaine de hockey. Il y retrouve son frère Gary qui vient de signer avec les Nordiques de Québec, le club-parent de l'Express. À la fin de la saison, les deux frères mettent fin à leur carrière de joueur,.

## Statistiques
| Saison     | Équipe                  | Ligue          |     | Saison régulière | Saison régulière | Saison régulière | Saison régulière | Saison régulière |   | Séries éliminatoires | Séries éliminatoires | Séries éliminatoires | Séries éliminatoires | Séries éliminatoires |
| Saison     | Équipe                  | Ligue          | PJ  | B                | A                | Pts              | Pun              | PJ               | B | A                    | Pts                  | Pun                  |                      |                      |
| 1970-1971  | Waxers de Merkam        | MetJBHL        |     |                  |                  |                  |                  |                  |   |                      |                      |                      |                      |                      |
| 1971-1972  | Marlboros de Toronto    | AHO            | 56  | 14               | 14               | 28               | 8                | 10               | 0 | 1                    | 1                    | 0                    |                      |                      |
| 1972-1973  | Marlboros de Toronto    | AHO            | 59  | 47               | 60               | 107              | 25               | 10               | 2 | 10                   | 12                   | 10                   |                      |                      |
| 1972-1973  | Marlboros de Toronto    | Coupe Memorial |     |                  |                  |                  |                  | 3                | 1 | 3                    | 4                    | 0                    |                      |                      |
| 1973-1974  | Toros de Toronto        | AMH            | 71  | 30               | 35               | 65               | 13               | 12               | 5 | 6                    | 11                   | 9                    |                      |                      |
| 1974-1975  | Toros de Toronto        | AMH            | 77  | 29               | 66               | 95               | 22               | 6                | 4 | 4                    | 8                    | 4                    |                      |                      |
| 1975-1976  | Rangers de New York     | LNH            | 79  | 21               | 24               | 45               | 10               |                  |   |                      |                      |                      |                      |                      |
| 1976-1977  | Rangers de New York     | LNH            | 78  | 17               | 29               | 46               | 33               |                  |   |                      |                      |                      |                      |                      |
| 1977-1978  | Rangers de New York     | LNH            | 59  | 5                | 13               | 18               | 15               | 3                | 0 | 1                    | 1                    | 0                    |                      |                      |
| 1977-1978  | Nighthawks de New Haven | LAH            | 3   | 2                | 0                | 2                | 0                |                  |   |                      |                      |                      |                      |                      |
| 1978-1979  | Bulls de Birmingham     | AMH            | 64  | 12               | 27               | 39               | 43               |                  |   |                      |                      |                      |                      |                      |
| 1979-1980  | Jets de Winnipeg        | LNH            | 13  | 0                | 0                | 0                | 2                |                  |   |                      |                      |                      |                      |                      |
| 1980-1981  | SC Rapperswil-Jona      | LNB            |     |                  |                  |                  |                  |                  |   |                      |                      |                      |                      |                      |
| 1981-1982  | Express de Fredericton  | LAH            | 37  | 7                | 13               | 20               | 25               |                  |   |                      |                      |                      |                      |                      |
| Totaux LNH | Totaux LNH              | Totaux LNH     | 229 | 43               | 66               | 109              | 60               | 3                | 0 | 1                    | 1                    | 0                    |                      |                      |
| Totaux AMH | Totaux AMH              | Totaux AMH     | 212 | 71               | 128              | 199              | 78               | 18               | 9 | 10                   | 19                   | 13                   |                      |                      |

## Trophées et honneurs personnels
- Champion de la Coupe J.-Ross-Robertson 1973 avec les Marlboros de Toronto
- Champion de la Coupe Memorial 1973 avec les Marlboros de Toronto